# Glenda Gray
Glenda Elisabeth Gray (Boksburg, 14 de dezembro de 1962) é uma médica, cientista e ativista sul-africana especializada no cuidado de crianças e no estudo do HIV. Em 2017, apareceu na lista de 100 pessoas mais influentes do ano pela Time.